# Siga (arna)
Siga és un gènere d'arnes de la família Crambidae descrit per Jacob Hübner el 1820.

## Taxonomia
- Siga liris (Cramer, 1775)
- Siga pyronia Druce, 1895